# Петар Краснов
Петар Николајевич Краснов (рус. Пётр Николаевич Краснов, 10. септембар 1869 – 7. јануар 1947) био је руски царски генерал и један од вођа контрареволуције. У Руском грађанском рату (1917–1920) био је атаман козачке Донске армије и један од вођа Беле гарде, док је у Другом светском рату (1941–1945) био вођа руских колаборационистичких јединица у служби Трећег рајха.

## Војна служба

### Руски грађански рат
У Првом светском рату командовао је козачком бригадом и дивизијом. После Фебруарске револуције, Краснов је постао командант 3. коњичког корпуса. У време Октобарске револуције командовао је трупама упућеним са фронта против револуционарног Петрограда. Његове јединице су код Пулкова разбијене, а он заробљен.
Пуштен је уз обећање да се више неће борити против револуције. Међутим, пребацио се на Дон, где је у мају 1918. изабран за атамана Донске војске. Уз помоћ Немаца образовао је контрареволуционарну козачку војску, с којом је без успеха покушао да изведе поход на Царицин (Волгоград). Због неслагања са генералом Дењикином фебруара 1919. поднео је оставку и емигрирао у Немачку.

### Други светски рат
У Другом светском рату сарађивао је са нацистичком Немачком на образовању белогардејских козачких јединица. Одлуком Врховног суда СССР осуђен је на смрт.

## Писац
Поред осталог Краснов је написао мемоарско дело На унутрашњем фронту (рус. На внутреннем фронте), објављено у Лењинграду 1927.